# Osceola (Missouri)
Osceola település az Amerikai Egyesült Államok Missouri államában, St. Clair megyében, melynek megyeszékhelye is. Lakosainak száma 909 fő (2020. április 1.).

## Népesség
A település népességének változása:

| 2010 | 947 |
| 2020 | 909 |